# 湯良礼
湯 良礼（とう りょうれい、1901年 - 1975年）は中華民国のジャーナリスト・政治家・経済学者。原籍は福建省。筆名はT'ang Leang-li、インドネシア名はTubagus Pranata Tirtawidjaya。 

## 事績

### 国民党左派論客として
華僑の家に生まれる。中国語よりも英語を良く話した。ロンドン大学、ウィーン大学で学ぶ。1925年、ロンドン大学のB.sc（経済学）を取得し、王立経済学協会会員に推薦された。
1929年、中国国民党中央執行委員会駐欧通訊主任となる。翌1930年（民国19年）に帰国し、汪兆銘（汪精衛）の秘書をつとめるかたわら、欧米各国報道機関の通信員を掛け持ちする。例としては、ニューヨーク・タイムズの北平通信員、ドイツ社会民主党通信社中国通信員、デイリー・ニュース（ロンドン）、ニュー・リーダー誌、バタビア新報の各北平通信員があげられる。また、聯華書報社社長やピープルズ・トリビューン（『民衆論壇』）総編集ともなった。
なお1931年（民国20年）に、当時上海で中国共産党中央の指導機関を運営していた周恩来が、国民党の取締りを受けて苦境に陥ることがあった。このとき、湯良礼は周を匿い、さらに外国人協力者等の協力を得て周の上海からの脱出を手助けしたとされる。
1933年（民国22年）、国民政府外交部顧問となり、特任全権公使待遇も受けている。その後、China Today Series（『今日之中国叢書』）や『中国現代英文百科全書』などの総編輯を担当した。この頃の湯良礼は、中国に関連する多くの英文著作を著し、国内外に大きな影響を与えている。なお、1937年に発行したThe New Currency System in China（『中国新貨幣系統』）は、張公権（張嘉璈）の著作とともにミルトン・フリードマンにより参考にされた。

### 汪兆銘政権参加と晩年
汪兆銘（汪精衛）が南京国民政府を樹立すると、湯良礼もこれに参加する。1940年（民国29年）8月、国際宣伝局局長に就任し、南京国民政府崩壊まで一貫してこの地位にあった。また、翌年5月から10月まで、外交部政務次長もつとめている。
日本敗北・汪兆銘政権崩壊後に、湯良礼は漢奸として蔣介石の国民政府に逮捕され、上海市の提藍橋監獄に収監された。しかし、後に何らかの事情で釈放され、1949年に故郷のインドネシアへ帰った。その後はジャカルタに居住してThe Indonesian Review of International Affairs誌の編集に参加し、インドネシアにおける中国人の二重国籍問題に関する論文（1970年7月発行の第1号掲載）も寄稿している。なお1969年12月17日には、日本の中国政治学者・山田辰雄の訪問・取材を受けた。
1975年、インドネシアにて死去。享年75。

## 著作
- China in Revolt (London,1927. German ed.1930)
- The Foundation of Modern China (London, 1928. Malay ed. Batavia, 1930)
- The Inner History of the Chinese Revolution (London & New York, 1930)
- Wang Ching-wei: A Political Biography (Tientsin, 1931)
- The Puppet State of Manchukuo、China United Press（Shanghai）、1935
- The New Social Order in China、China United Press（Shanghai）、1936年
- The New Currency System in China（『中国新貨幣系統』）、1937年
- 中山菟美三訳『支那社会の組織と展望 新支那建設の一指標』育生社、1940年
- 『中日両国為友是自然的為敵是不自然的』（『中日両国は友とするのが自然であり、敵とするのは不自然である』）国民外交討論会、1941年
- American Imperialism in China（『美帝国主義在中国』）中華日報社（上海）、1943年（中文版1944年）
- 『和平論叢』国民外交討論会、出版年不詳
- 「汪精衛 - 東アジアにおける平和の戦士」（未発表の論文であったが、山田辰雄が「湯良礼訪問記」の中で訳出した）

## 注
1. ↑  徐友春主編『民国人物大辞典 増訂版』によると、後者についても卒業している。
2. ↑  Lawrence Kessler,"Reconstructing Zhou Enlai's Escape from Shanghai in 1931: A Research Note," Twentieth-Century China, Volume 34, Number 2, 2008.と、それに基づいて執筆された翟亜柳「1931年幇助周恩来上海脱険的一位外国人」『百年樹』2010年第9期による。
3. ↑  山田辰雄「湯良礼訪問記」による。梁「弗里徳曼与中国貨幣問題」によると1935年。
4. ↑  梁捷「弗里徳曼与中国貨幣問題」。
5. ↑  Suryadinata (etc ed.), pp.1133-1135.
6. ↑  通説は「1970年没」としているが誤り。山田辰雄「湯良礼訪問記」（1972年10月）においても、湯良礼死去につき記載が無い。